# Kerivoula furva
Kerivoula furva és una espècie de ratpenat de la família dels vespertiliònids. Viu a Taiwan, Hainan (Xina), el nord de Myanmar, l'Índia i, possiblement, les províncies xineses de Guangxi i Hunan. El seu hàbitat natural són els boscos perennifolis situats a altituds de fins a 1.800 msnm. El seu nom específic, furva, significa 'fosca' en llatí. Com que fou descoberta fa poc, encara no se n'ha avaluat l'estat de conservació.